# Доменна шлака
Гранулираната доменна шлака (ГДШ) е вторичен продукт при производството на желязо, където пещите се пълнят с определени количества желязна руда, кокс и варовик.
При температура от 1500 ⁰С сместа се стопява и се образуват 2 продукта – стопено желязо и стопена шлака, която е по-лека от желязото и остава да „плува“ отгоре. Тя съдържа главно силикати, алуминати и оксиди от варовика.
Процесът включва охлаждане посредством струи вода под налягане. С това бързо охлаждане на шлаката се образуват гранулирани, зърнести частици, не по големи от 5 mm. Бързото охлаждане предотвратява образуването на по-големи кристали и в резултат се образува гранулиран материал с около 95 % некристални калциево-алумосиликати. След това се изсушава и смила във въртящи топкови мелници на много фин прах.